# Vladimir Nikolaïev (criminel)
Pour les articles homonymes, voir Vladimir Nikolaïev et Nikolaïev.
Vladimir Nikolaïevitch Nikolaïev (en russe : Влади́мир Никола́евич Никола́ев), né le 16 mars 1959 à Novotcheboksarsk, est un meurtrier russe. 
Nikolaïev est surtout connu pour avoir mangé ses victimes et pour avoir ensuite distribué et vendu leur chair à d’autres personnes en prétendant qu'il s'agissait de viandes d’animaux exotiques.

## Contexte
Avant ses condamnations pour meurtre, Nikolaïev a de longs antécédents criminels, sa première condamnation pour vol et vol qualifié ayant eu lieu en 1980. Le premier meurtre a lieu « accidentellement » lorsque Nikolaïev tue un compagnon alcoolique (qui avait également des antécédents criminels) au cours d'une bagarre à coups de poing. Il transporte ensuite le corps de la victime à l'étage de son appartement et tente de le ranimer avec de l'eau froide. Lorsqu'il se rend compte que l'homme est mort, il démembre son corps dans la baignoire. Lors d'un entretien ultérieur, Nikolaïev déclare que son intention n'était pas, à l'origine, de cannibaliser ses victimes, mais que l'idée lui était venue spontanément lors du démembrement du premier corps. Il déclare qu'il avait initialement l'intention de seulement l'enterrer. Au cours de ce premier démembrement, Nikolaïev retire une partie de la chair de la cuisse de la victime, qu'il rôtit. Les résultats de cette expérience culinaire ayant été jugés satisfaisants, il continue à utiliser la chair de ses victimes comme nourriture. Nikolaïev distribue la viande à des connaissances et va même jusqu'à vendre cinq kilos sur un marché, déclarant aux acheteurs qu'il s'agit de viande de kangourou. Il utilise l'argent de cette entreprise pour acheter de l'alcool. La ruse est finalement découverte lorsque des personnes ayant mangé le produit acheté par Nikolaïev sous le nom de « garnitures Saïga » ont été surprises par le goût et ont demandé une expertise à un médecin. Après analyse, la viande contenait du sang humain. Vladimir Nikolaïev est arrêté et avoue son meurtre peu de temps après. Les enquêteurs fouillent son appartement, où ils trouvent des restes humains et une baignoire tachée de sang.

## Condamnation
En 1997, Vladimir Nikolaïev est condamné à mort, selon les articles 105, 152 et 162 du Code pénal de la fédération de Russie. En 1999, par décret présidentiel, la peine de mort est suspendue et remplacée par une peine d'emprisonnement à vie. Il déclare que, s’il s'opposait généralement à l'idée de la peine de mort, il la préférerait pour lui-même plutôt que de continuer à vivre en prison toute sa vie. En 2001, il est transféré à la prison « prison du Dauphin noir », ou IK-6. L'affaire Vladimir Nikolaïev est présenté dans le documentaire Inside : Dans les prisons russes, produit par National Geographic.